# Parafia św. Michała Archanioła w Biszkeku
Parafia św. Michała Archanioła w Biszkeku – rzymskokatolicka parafia znajdująca się w administraturze apostolskiej Kirgistanu, w Kirgistanie. Parafię prowadzą jezuici.

## Historia
Duży napływ ludności katolickiej do Kirgistanu miał miejsce w czasach ZSRS, głównie w czasie II wojny światowej. Byli to zesłańcy: Niemcy nadwołżańscy, Polacy z Kresów Wschodnich, Litwini, Koreańczycy z Dalekiego Wschodu i greckokatoliccy Ukraińcy.
W latach 60. XX w. przybył tu były więzień łagrów ks. Michael Keller. W 1969 udało mu się zarejestrować parafię św. Michała Archanioła w Biszkeku oraz zbudować kościół. W czasach sowieckich był to jedyny legalnie działający kościół katolicki w Kirgistanie. Ks. Keller był proboszczem parafii do śmierci w 1983. Jego następcą został greckokatolicki kapłan, Ukrainiec o. Bohdan Todawczicz OSBM. W tych czasach prawie wszyscy parafianie byli pochodzenia niemieckiego, co zaczęło się zmieniać w latach 80.